# قائمة حلقات فتيات القوة الكلاسيكي
فتيات القوة هو مسلسل رسوم متحركة أمريكي تيلفزيوني من إخراج كريغ مكراكين لقناة كرتون نتورك يتكون من 78 حلقة تدور احداث الكرتون حول 3 فتيات صغيرات صنعهم البروفيسور نيوتونيوم عن طريق الخطأ عن طريق المكون الكيميائي إكس (x)، وباستخدام قوتهن الخارقة يحاربن الاشرار والجريمة وقوى الشر.

## الحلقات

### الموسم الأول
القرد انظر، دوغي دو / خوف الأم أنا عبدو دزيري يوو
حشرة داخيل / باوربوف بلاف "
Octi الشر / Geshundfight"
Buttercrush / منطق فازي "
بوجي فرايتس / أبراكادافير"
الاتصالات الهاتفية / الحب القاسي"
"المنافسة الكبرى / السيد موجو ارتفاع "
لصق يجعل النفايات / قرحة الجليد "
فقاعة مفرغة / الحقائق العارية "
القط الرجل القيام / عزل فوز "
مجرد آخر موجو الهوس / ميمي للتغيير "
الأولاد Rowdyruff "
اه أوه دينامو